# ACOLACT
ACOLACT, acrónimo de Agrupación de Cooperativas Lácteas S.L., es una empresa participada por diez cooperativas gallegas que, desde el 19 de julio de 2012 gestionan la planta de la antigua Clesa en Caldas de Reyes.

## Integrantes
La sociedad está integrada por las siguientes cooperativas, ordenadas de mayor a menor porcentaje de participación:
- Feiraco, de Negreira, con el 22,7%;
- Os Irmandiños, de Ribadeo, y Melisanto, de Mellid, con el 22,65% cada una;
- La Cooperativa Provincial de La Coruña, Agris (empresa), de Friol, y COGASAR, de Sarria, con el 6%;
- Lemos y Xuncoga, de Lalín, Agroganadera de Sarria y Cusiviame Frades, cada una de ellas con el 3,5%.[2]